# Stenotabanus staryi
Stenotabanus staryi är en tvåvingeart som beskrevs av David Fairchild 1968. Stenotabanus staryi ingår i släktet Stenotabanus och familjen bromsar. Inga underarter finns listade i Catalogue of Life.